# Stanisław Lewy
Stanisław Lewy (ur. 8 marca 1883 w Nowych Chojnach, zm. 12 lutego 1941 w Rogowie) – polski polityk, działacz PSL „Piast”.

## Życiorys
Urodził się 8 marca 1883 roku w Nowych Chojnach jako syn Andrzeja i Julianny z domu Wojciechowską. Ukończył szkołę elementarną; kurs PMS w Chocianowicach (gm. Widzew). W 1905 roku prowadził akcję na rzecz używania języka polskiego w urzędach gminnych (m.in. pochód 3 maja 1905 roku w Pabianicach), utrudniał kolportaż rosyjskiej gazety „Oświata”. W 1907 roku dzięki łapówce uniknął zesłania, znajdował się pod nadzorem żandarmerii; organizator i kier. kooperatywy spożywczej „Snop” w Chocianowicach (1906), następnie ekspedytor i inkasent w firmie I. Suwalskiego w Łodzi. Listopad-grudzień 1918 członek ZG ZPSL. Uczestnik wojny polsko-bolszewickiej. Rolnik z Jastrzębia Dolnego (powiat Łódź). Właściciel ok. 30 mórg, którymi administrował dzierżawca. W 1919 członek Wydziału Powiatowego w Łodzi, w 1920 roku członek Powiatowej Rady Szkolnej w Łodzi, członek Urzędu Skarbowego w Łodzi, członek Komisji Budowy Kościoła w Zgierzu. Po sprzedaży gospodarstwa (pieniądze zainwestował w kupno młyna, jednak przedsięwzięcie zakończyło się fiaskiem wskutek oszustwa wspólników; procesy trwały 11 lat i zakończyły się jego zwycięstwem 15 sierpnia 1939 roku) od ok. 1923 roku mieszkał w gminie Rogówko (powiat Żnin), 1923 i 1924 roku ławnik w gminie Rogówko; 1930 roku zastępca wójta w Pleszewie, 1931 roku wójt w Dolsku (pow. Śrem), organizator Towarzystwa Przyjaciół ZS w wójtostwie Dolsk, 1932 i 1934 roku wójt w Trzemesznie, 1923 członek Naczelnej Rady Polskich Osadników na Kresy Zachodnie w Poznaniu, 1929 członek Naczelnej Rady Zawodowej Związku Włościańskiego w Poznaniu, 1934 członek Powiatowego Komitetu Pożyczki Narodowej w Mogilnie. Zmarł 12 lutego 1941 roku w Rogowie, pochowany na cmentarzu parafialnym.

## Działalność polityczna
Poseł na Sejm Ustawodawczy (1919–1922) mandat uzyskał w okręgu wyborczym nr 13 (Łódź).

## Rodzina
Żonaty z Marianną z domu Cichowicz; mieli dziewięcioro dzieci.